# FK Berane
FK Berane é um clube de futebol montenegrino com sede na cidade de  Berane, Montenegro. O clube foi fundado em 1920 e seu actual presidente chama-se Saša Pešić. A equipa disputa os seus jogos caseiros no Estádio Gradski em Berane e que tem capacidade para 10.000 espectadores.